# Front de résistance
Ne doit pas être confondu avec Front national de résistance.
Le Front de résistance, nom original en anglais : The Resistance Front (TRF), est un groupe rebelle activement engagé dans l'insurrection au Jammu-et-Cachemire et désigné comme organisation terroriste en Inde.	Le groupe est responsable d'attaques et d'assassinats de civils, y compris de personnes appartenant à des minorités religieuses comme les hindous du Cachemire (en), d'employés du gouvernement, d'ouvriers et de propriétaires d'entreprises, d'hommes politiques locaux et de touristes, ainsi que de plusieurs attaques contre les forces de sécurité indiennes, y compris des policiers locaux. 
Le gouvernement indien affirme que l'organisation a été fondée par Lashkar-e-Toibaa, un groupe terroriste désigné par les Nations unies, et qu'elle en est une émanation. Formé à partir de cadres des groupes militants Lashkar-e-Taiba et les Moujahidines Hizbul (en) au lendemain de l'abrogation du statut spécial du Jammu-et-Cachemire en 2019, le TRF utilise une nomenclature et un symbolisme non religieux pour projeter une image laïque, mais a perpétré des assassinats ciblés d'habitants issus de communautés minoritaires hindoues. Le groupe maintient une présence importante sur les médias sociaux, dont les médias indiens attribuent une partie au Pakistan.